# AirX Charter
AirX Charter ist eine Charterfluggesellschaft mit Sitz in Smart City, Malta. Die Gesellschaft wurde 2010 von John Matthews gegründet. Mit der Air Charter Ltd. (UK) besteht ein weiterer Standort am London Stansted Airport.
Die Fluggesellschaft transportiert unter anderen Musiker auf Touren, Filmstars, Fußball-, Rugby- und Motorsportteams, Basketball- (NBA), Baseball- (Major League Baseball) und Eishockeyteams (NHL). Allein im Sommer 2018 flog AirX Charter fünf große europäische Musiktourneen durch mehrere Städte. Die Gesellschaft bietet auch Makler- und Wartungsdienste an.

## Flotte
Die Flotte der AirX Charter besteht mit Stand April 2025 aus 18 Flugzeugen mit einem Durchschnittsalter von 18,4 Jahren:
| Flugzeugtyp               | aktiv | bestellt | Anmerkungen | Sitzplätze | Durchschnittsalter |
| ------------------------- | ----- | -------- | ----------- | ---------- | ------------------ |
| Airbus A340-300           | 01    |          |             | 100        | 24,4 Jahre         |
| Boeing B737-700 BBJ       | 01    |          |             | VIP        | 25,5 Jahre         |
| Bombardier Challenger 850 | 07    |          |             | 12 bis 16  | 19,5 Jahre         |
| Embraer Legacy 600        | 04    |          |             | 13         | 19,9 Jahre         |
| Embraer Lineage 1000      | 05    |          |             | 19         | 13,0 Jahre         |
| Gesamt                    | 18    | –        |             |            | 18,4 Jahre         |

Pilotcareercenter.com gibt zusätzlich vier Cessna 750 Citation X an.

## Ehemalige Flugzeugtypen
- Airbus A340-600
- Embraer Legacy 650